# Eizi Matuda
Eizi Matuda est un botaniste japonais, né le 20 avril 1894 à Nagasaki et mort le 12 février 1978 à Lima.

## Biographie
Il est le fils d’Hanziro et d’Otuna Matuda. Il étudie à l’université de Taihoku. Il est professeur en botanique à Formose de 1914 à 1922. Il fonde sa propre exploitation agricole à Escuintla dans le Chiapas au Mexique en 1922. En 1932, il fonde et dirige l’Institut botanique Matuda à Escuintla. À partir de 1951, il est professeur et conservateur associé à l’université nationale du Mexique. De 1954 à 1959, il est botaniste chef à l’Institut de recherche forestière, puis au département de botanique de 1955 à 1965. Il reçoit un diplôme d’honneur de la Société forestière du Mexique en 1953 et appartient à diverses sociétés savantes dont la Société botanique du Mexique. Il est notamment l’auteur de Mexican Aroids (1954), Mexican Dioscoreae (1953), Mexican Commelinae (1955) ainsi que de nombreux articles. Matuda obtient un doctorat honoraire en sciences à l’université de Tokyo en 1960.

## Liste partielle des publications
- Helechos de Estado de México[1] Matuda, 1956.

## Note
1. ↑  Fougères de l'État de Mexico

## Source
- Allen G. Debus (dir.) (1968). World Who’s Who in Science. A Biographical Dictionary of Notable Scientists from Antiquity to the Present. Marquis-Who’s Who (Chicago) : xvi + 1855 p.

Matuda est l’abréviation botanique standard de Eizi Matuda.
Consulter la liste des abréviations d'auteur en botanique ou la liste des plantes assignées à cet auteur par l'IPNI, la liste des champignons assignés par MycoBank, la liste des algues assignées par l'AlgaeBase et la liste des fossiles assignés à cet auteur par l'IFPNI.
- Notices d'autorité :   - VIAF
  - ISNI
  - IdRef
  - LCCN
  - GND
  - Espagne
  - Pays-Bas
  - WorldCat